# Херк де Стад
Херк де Стад (на нидерландски: Herk-de-Stad) е град в Североизточна Белгия, окръг Хаселт на провинция Лимбург. Намира се на 12 km западно от град Хаселт. Населението му е около 11 800 души (2006).